# Edmond Aman-Jean
Edmond Aman-Jean (n. 13 noiembrie 1858, Chevry-Cossigny⁠(d), Île-de-France, Franța – d. 25 ianuarie 1936, Paris, Île-de-France, Franța) a fost un pictor francez simbolist, care a cofondat Salonul Tuileries în 1923.

## Viața
Tatăl său era proprietarul și operatorul unui cuptor industrial de var. A luat primele lecții de artă cu Henri Lehmann la École nationale supérieure des beaux-arts, unde a împărțit un atelier cu Georges Seurat. De asemenea, s-a împrietenit cu pictorii simboliști, Alphonse Osbert și Alexandre Séon.
În 1886, a obținut o bursă de călătorie și a plecat în Italia, împreună cu Henri-Jean Guillaume Martin și Ernest Laurent; studiind Vechii Maeștri. Alături de Seurat, a lucrat ca asistent al lui Puvis de Chavannes, ajutându-l să realizeze mai multe dintre picturile sale murale. În 1892, a pictat un portret al poetului, Paul Verlaine, în timpul convalescenței sale pentru sifilis la Hôpital Broussais din arondismentul 14 din Paris. Verlaine i-a dedicat un sonet și au rămas buni prieteni până la moartea lui Verlaine, în 1896.
De asemenea, a fost unul dintre primii care l-au recunoscut pe Joséphin Péladan drept un artist important și a expus la una dintre primele spectacole desfășurate la Salon de la Rose + Croix. Mai târziu, a devenit un profesor important. Printre elevii săi s-au numărat Charles Sydney Hopkinson, Theodor Pallady și Nicolae Tonitza. În 1923, împreună cu Albert Besnard și Auguste Rodin, a contribuit la crearea Salon des Tuileries. Zece ani mai târziu, a fost numit comandant în Legiunea de Onoare.
În 1892, s-a căsătorit cu Thadée Jacquet, fiica unui prefect imperial, care era și pictor. Au avut doi copii, François, care a devenit un scriitor cunoscut, și Céline, care a fost pictoriță și ilustratoare.

## Arta
Aman-Jean și-a stabilit reputația în primul rând pentru portretele sale, în special pentru subiecte de sex feminin; a fost remarcat și pentru picturile sale murale din clădiri publice și oficiale, inclusiv Sorbona. La fel ca mulți artiști francezi din generația sa, a fost influențat de noile perspective asupra artei japoneze de la Paris la vremea sa; mai neobișnuit, era interesat de artiștii prerafaeliți din Anglia.
A fost un prieten apropiat al lui Georges Seurat; cei doi artiști au împărtășit un studio din Paris în 1879. Istoricul de artă Robert Herbert a numit portretul lui Seurat despre Aman-Jean, „unul dintre marile desene de portrete din secolul al XIX-lea”. A fost prima lucrare prezentată de Seurat la salonul de la Paris din 1883. Aman-Jean a lucrat și în litografie și tipografie și a proiectat afișe.